# The Death of Slim Shady (Coup de Grâce)
The Death of Slim Shady (Coup de Grâce) è il dodicesimo album in studio del rapper statunitense Eminem, pubblicato il 12 luglio 2024 dalla Shady, Aftermath e Interscope.

## Antefatti
Eminem pubblicò il 17 gennaio del 2020 il suo undicesimo album in studio, Music to Be Murdered By, seguito dall'edizione deluxe il 18 dicembre dello stesso anno, Music to Be Murdered By - Side B. Ad agosto del 2022 pubblica la compilation Curtain Call 2, una continuazione dell'album Greatest Hits Curtain Call: The Hits.
Nel 2023 è stato dato un accenno sul possibile ritorno del rapper dalla Shady Records, ma senza ulteriori dettagli.
A gennaio 2024, durante una intervista concessa alla stazione radiofonica Shade 45, Eminem disse che era al "lavoro su qualcosa"; ha inoltre smentito le ipotesi di una collaborazione con 50 Cent, aggiungendo però che non gli sarebbe dispiaciuto. Il 9 marzo 2024 Dr. Dre annuncia durante una partecipazione al Jimmy Kimmel Live! l'uscita in estate dell'album.
Il 26 aprile Eminem pubblica su suo canale Youtube un video in stile Unsolved Mysteries in cui il suo alter ego, Slim Shady, è stato assassinato. Nel video, oltre a diverse sue famose canzoni, è presente anche un cameo di 50 Cent. Alla fine del video, viene rivelato il nome dell'album e il periodo indicativo di pubblicazione dell'estate 2024.
Il 10 maggio Luis Resto rivela nuovi dettagli riguardo l'album, descrivendolo come un forte ritorno alle sonorità del rapper. Resto ha aggiunto che l'album, iniziato già nel 2024, esplorerà vita e morte di Slim Shady, ritornando all'essenza originale di Eminem.
Il 21 maggio Eminem posta sui social un video contenente uno screenshot di iMessage con una frase criptica: "... e per il mio ultimo trucco!"; la data del messaggio riportava il 31 maggio, suggerendo l'arrivo di un singolo. Eminem ha inoltre cambiato la foto profilo di Instagram in una emoji di un coniglio, la stessa emoji nel messaggio su iMessage. Questo ha fatto ipotizzare ai fan un possibile ritiro del rapper.
Eminem ha pubblicato sui social media un teaser dai toni horror per il suo nuovo singolo Tobey, in uscita il 2 luglio 2024. La canzone vede la partecipazione di due rapper di Detroit, Big Sean e BabyTron.

## Promozione
Il 28 maggio, il rapper posta su Instagram un video assieme all'illusionista David Blaine. Il video mostra una chiamata tra Eminem e Blaine, con una breve conversazione tra i due e la frase finale del cantante, "farò scomparire la mia carriera".
Il 31 maggio 2024 viene pubblicato il primo singolo dell'album, Houdini, ed in concomitanza con esso anche il video sul canale YouTube del rapper.

## Accoglienza
| Recensione          | Giudizio |
| ------------------- | -------- |
| AnyDecentMusic?     | 5.1/10   |
| Metacritic          | 46/100   |
| Clash               | 5/10     |
| The Daily Telegraph |          |
| Financial Times     |          |
| The Guardian        |          |
| HipHopDX            | 1.3/5    |
| The Independent     |          |
| Louder              |          |
| Rolling Stone       |          |

Secondo l'aggregatore di recensioni Metacritic, The Death of Slim Shady (Coup de Grâce) ha ricevuto "recensioni contrastanti o nella media", con una media complessiva di 46 su 100 basato su sedici giudizi.

## Tracce
Testi e musiche di Marshall Mathers e Luis Resto, eccetto dove indicato.
1. Renaissance – 1:38
2. Habits (feat. White Gold) – 4:58 (testo: Marshall Mathers, Luis Resto, Bobby Yewah, L. Kråkm "Narza" – musica: Marshall Mathers, Bobby Yewah, Narza)
3. Trouble – 0:41 (testo: Marshall Mathers, Dwayne Abernathy Jr., Farid Nassar – musica: Dwayne Abernathy Jr., Farid Nassar)
4. Brand New Dance – 3:26
5. Evil – 3:50 (testo: Marshall Mathers, Luis Resto, Donald Cannon, Cubeatz – musica: Donald Cannon, Cubeatz, Marshall Mathers)
6. All You Got (skit) – 0:24 (musica: Marshall Mathers)
7. Lucifer (feat. Sly Pyper) – 4:21 (testo: Marshall Mathers, Luis Resto, Andre Young, Thomas Cheval, Sly Jordan, Andres Holten, Hans van Hemert – musica: Andre Young, S. Jordan "Callus", Marshall Mathers)
8. Antichrist (feat. Bizarre) – 5:14 (testo: Marshall Mathers, Rufus Johnson, Luis Resto, Shane Webb – musica: Marshall Mathers, Luis Resto, R. Johnson "Foul Mouth")
9. Fuel (feat. JID) – 3:33 (testo: Marshall Mathers, Harrison Le Mon Bey, Thomas Forbes, Luis Resto, Denaun Porter, Destin Route – musica: Denaun Porter, Marshall Mathers)
10. Road Rage (feat. Dem Jointz, Sly Pyper) – 3:37 (testo: Marshall Mathers, Luis Resto, Andre Young, Dwayne Abernathy Jr., Sly Jordan, Byron Thomas, Terius Gray – musica: Andre Young, Dwayne Abernathy Jr., Marshall Mathers)
11. Houdini – 3:47 (testo: Marshall Mathers, Jeff Bass, Kevin Bell, Malcolm McLaren, Anne Dudley, Trevor Horn, Steve Miller)
12. Breaking News (skit) – 0:37 (musica: Marshall Mathers)
13. Guilty Conscience 2 – 5:25 (testo: Marshall Mathers, Luis Resto, Dwayne Abernathy Jr., Farid Nassar – musica: Marshall Mathers, Dwayne Abernathy Jr., Farid Nassar)
14. Head Honcho (feat. Ez Mil) – 3:54 (testo: Marshall Mathers, Jameil Aossey, Ezekiel Miller, Luis Resto – musica: Marshall Mathers, Ezekiel Miller, Jameil Aossey, Luis Resto)
15. Temporary (feat. Skylar Grey) – 4:57 (testo: Marshall Mathers, Luis Resto, Holly Hafermann – musica: Holly Hafermann, Marshall Mathers)
16. Bad One (feat. White Gold) – 4:30 (testo: Marshall Mathers, Bobby Yewah, Luis Resto)
17. Tobey (con Big Sean e BabyTron) – 4:44 (testo: Marshall Mathers, Sean Anderson, James Johnson, Luis Resto, Julian Harris, Cole Bennett, Carlton McDowell Jr., John Nocito, Daniyel Weissman, Marvin Jordan, Tom Kahre – musica: Cole Bennett, Carlton McDowell Jr., John Nocito, Daniyel Weissmann, Marvin R. Jordan, Marshall Mathers)
18. Guess Who's Back (skit) – 1:02 (Marshall Mathers)
19. Somebody Save Me (feat. Jelly Roll) – 3:50 (testo: Marshall Mathers, Luis Resto, Benjamin Levin, Emile Haynie, David Ray Stevens, Jason DeFord – musica: Benjamin Levin, Emile Haynie, Marshall Mathers)

## Classifiche

### Classifiche settimanali
| Classifica (2024) | Posizione massima |
| ----------------- | ----------------- |
| Lituania          | 4                 |
| Polonia           | 15                |
| Ungheria          | 1                 |

### Classifiche di fine anno
| Classifica (2024) | Posizione |
| ----------------- | --------- |
| Portogallo        | 64        |